# Guillaume Warmuz
Guillaume Warmuz (Saint-Vallier, 22 maggio 1970) è un ex calciatore francese, di ruolo portiere.

## Biografia
Sposatosi con Isabelle nel maggio del 1991, ha avuto due figli dalla moglie: Mathieu, nato nel 1994 e Lucas, nato nel 1999. La madre gestisce un ristorante vicino a Creusot.

## Caratteristiche tecniche
Non era un para-rigori: su 15 tiri dal dischetto non riuscì a respingerne nessuno. Taiwo fallì un rigore contro Warmuz nella sfida contro il suo ex Marsiglia (2-1).

## Carriera

### Club
Durante la sua carriera veste le casacche di Clairefontaine, Marsiglia, Louhans, Lens, Arsenal, Borussia Dortmund e Monaco, società nella quale termine la carriera. Vanta 517 presenze nei vari campionati, 351 incontri di Ligue 1 con il Lens e 41 sfide europee.
Dopo aver iniziato a giocare con la divisa del Clairefontaine, nel 1988 viene ingaggiato dal Marsiglia che lo tiene nella squadra riserve. Ceduto in seconda divisione, al Louhans, viene acquistato dal Lens nel 1992. Gioca tutte le partite di campionato delle prime tre stagioni, rimanendo titolare anche nella stagione seguente. Il 27 aprile del 1996 si rompe i legamenti crociati esterni del ginocchio destro, ritornando a scendere sui campi di gioco solo nel dicembre successivo. Ritornato titolare si rende protagonista della vittoria del titolo francese del 1998 subendo solo 30 reti in 34 giornate di campionato. Nel 1999 vince la coppa di lega con il Lens. Nel gennaio del 2003 diviene il terzo portiere dell'Arsenal, non scendendo mai in campo. Nell'estate del 2003 viene comprato dal Borussia Dortmund, che lo tiene in panchina nella prima metà della stagione. Warmuz gioca tutti gli incontri da gennaio a giugno 2004. Inizia la sua seconda stagione tedesca giocando i primi otto incontri di campionato, perdendo il posto da titolare nell'ottobre del 2004. Ritornato in patria, gioca solo parte della stagione 2005-2006.

### Nazionale
Tra il 1990 e il 1991 gioca una decina d'incontri con l'Under-21.

## Dopo il ritiro
Durante il febbraio del 2008 diviene direttore generale del Gueugnon, squadra che fatica a risollevarsi dall'ultimo posto in campionato, retrocedendo a fine stagione. Si dimette dopo una sola settimana con la motivazione di non voler licenziare l'allenatore Alex Dupont dopo che aveva rimediato un'altra sconfitta.

## Palmarès

### Club

#### Competizioni nazionali
- Campionato francese: 1

Lens: 1997-1998
- Coppa di Lega francese: 1

Lens: 1998-1999